# Nehe Milner-Skudder
Nehe R. Milner-Skudder (Taihape, 15 dicembre 1990) è un rugbista a 15 neozelandese, estremo/ala di New York in Major League Rugby.

## Biografia
Milner-Skudder crebbe giocando sia a rugby a 13 che a 15, ma il suo esordio sportivo fu nel XIII con la formazione Under-20 degli australiani Canterbury Bulldogs di Sydney, in cui militò tra il 2010 e il 2011.
Tornato in patria a Palmerston North fu ingaggiato dalla selezione provinciale di Manawatu nel National Provincial Championship, con cui al primo anno giunse alla finale di torneo.
Dopo tre stagioni nella squadra provinciale fu aggregato agli Hurricanes, la franchise di Super Rugby cui Manawatu afferisce e, nel 2014, dopo essere stato messo sotto contratto, debuttò nel massimo campionato dell'Emisfero Sud.
Fu finalista del Super Rugby 2015, sconfitto dagli Highlanders e nell'ultima giornata del Championship successivo debuttò per gli All Blacks contro l'Australia.
Un mese dopo il debutto fu incluso nel gruppo dei convocati neozelandesi alla Coppa del Mondo di rugby 2015 in Inghilterra.

## Palmarès
- Coppe del mondo: 1
Nuova Zelanda: 2015
- Super Rugby: 1
Hurricanes: 2016